# Чжоу Мінь
Чжоу Мінь (16 грудня 1997) — китайська плавчиня. Учасниця літніх Олімпійських ігор 2016, де в попередніх запливах на дистанції 400 метрів комплексом вона показала 32-й результат і не потрапила до фіналу.